# Čmelák zemní
Čmelák zemní (Bombus terrestris L.) je v Evropě nejhojnějším a největším druhem rodu čmelák. V České republice patří mezi chráněné druhy.
Patří do druhové skupiny pollen storers, tzn. že dělnice ukládají pyl a med do zvláštních voskových nádob. Z uskladněných zásob později dělnice krmí larvy podobně, jako včely.

## Popis
Tělo čmeláka zemního je oválné, černé barvy se žlutohnědým pruhem za hlavou na předohrudi a uprostřed na druhém konci zadečkového tergitu a bílým koncem zadečku (čtvrtý a pátý tergit). Dělnice měří okolo 16 mm, matka 25 mm. První dělnice (o které pečuje jen matka) jsou velké jen 8 až 10 mm.

## Opylovač
Patří mezi první jarní opylovače. Opyluje ovocné stromy, patří k důležitým opylovačům jetelových kultur. Sám ale nerozpozná pesticidy.

## Území rozšíření
Hnízdí pod zemí v početných rodinách běžně o sto i více jedincích. V ČR je rozšířen spíše v nižších a středních polohách. Vyskytuje se v celé Evropě, v Malé Asii, v severní Africe a na Kanárských ostrovech. Zavlečen byl na Nový Zéland a do Austrálie.